# Clara Barton
Pour les articles homonymes, voir Barton.
Clara Barton, née le 25 décembre 1821 à Oxford (Massachusetts) et morte le 12 avril 1912 à Glen Echo (Maryland) est une enseignante, infirmière et humanitaire américaine, connue pour avoir été la fondatrice de la Croix-Rouge américaine.

## Jeunesse et éducation
Clarissa Harlowe Barton, née le jour de Noël 1821, à Oxford, cadette d'une famille de cinq enfants, est la fille de Stephen et Sarah Barton. Son père est un fermier et éleveur de chevaux ; sa mère gère le ménage. Tous deux sont abolitionnistes et participent à la fondation de la première Église universaliste de Oxford. Son père, Stephen, a servi sous les ordres du général Anthony Wayne, lors des guerres indiennes dans le Territoire du Nord-Ouest. Il est également capitaine de la milice et sera élu, en 1836, à la Chambre des représentants du Massachusetts. Elle a deux frères, Stephen et David, ainsi que deux sœurs Dorothy (Dolly) et Sally, qui ont tous au moins dix ans de plus qu'elle. Elle est éduquée à la maison et se montre particulièrement brillante. Alors qu'elle est âgée de onze ans, un évènement va sans doute influencer sa vie. Son frère David tombe du toit d'une étable. Clara reste à ses côtés pendant deux ans, apprenant à lui donner des soins. Lorsque son frère se rétablit tout à fait, elle ressent un vide dans son existence. Elle écrira d'ailleurs : « J'étais à nouveau libre, ma tâche accomplie. Ma vie me semblait très étrange et vide. ». Ce vide, elle le comble, tout d'abord en s'occupant des enfants de sa sœur Sally, puis en apprenant à lire et à écrire à des enfants de familles nécessiteuses. Elle reste cependant une enfant repliée sur elle-même et timide. Certaines rencontres, tout d'abord avec sa cousine Julia, puis avec un ami de son frère, L. N. Fowler qui a donné des conférences de phrénologie, donnent cependant un nouveau cours à sa vie. Fowler ressent le manque dont souffre Clara et voyant qu'elle est douée pour l'enseignement, incite sa mère à l'orienter dans cette voie. Elle commence donc à enseigner, âgée sans doute de dix-huit ans, elle mentionnera plus tard qu'elle commença vers l'âge de quinze ans, mais aucune trace ne le confirme. Elle enseigne jusqu'en 1854, sa dernière école est à Bordentown, puis elle part pour Washington.

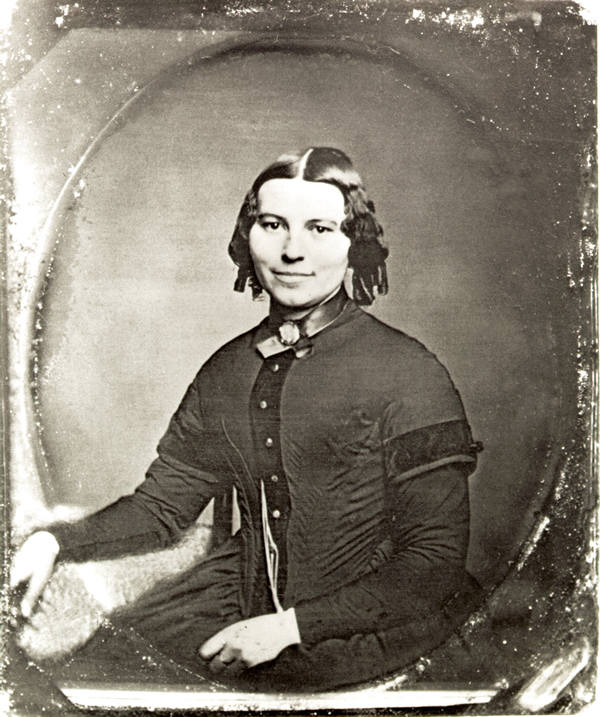
Clara Barton vers 1851.

À Washington, Clara rencontre quelques proches de sa famille et se voit offrir un travail de secrétaire au bureau des brevets. Ce poste bien rémunéré lui permet d'avoir des contacts avec les milieux politiques et scientifiques. Cependant, en 1855, le Secrétaire à l'intérieur, Robert McClelland met en place une politique qui vise à chasser les femmes des bureaux du gouvernement. Clara se voit donc contrainte, pour un salaire bien moindre, de faire un travail de copiste à domicile pour le bureau des brevets.
En 1858, Clara se rend à Worcester, où elle emménage dans la maison du juge Barton et entreprend des études dans une académie de la ville. Bien qu'elle réussisse parfaitement dans ses études, son besoin d'aider les autres est toujours impérieux. Il se manifestera lorsque la santé de son neveu Irving Vassal, âgé de 16 ans, est sérieusement menacée : un changement de climat radical lui est prescrit, mais sa famille n'a pas les moyens de l'envoyer en cure. Pour y remédier, Clara rend visite à de nombreuses connaissances et collecte des fonds, mais ces efforts ne suffisent pas, car la somme récoltée ne permet pas d'envoyer Irving en cure. Son frère David tombe malade en 1859 et Clara se rend à Oxford pour le soigner. Pendant ce temps, l'état de santé d'Irving empire. Elle prélève tout ce qu'elle peut sur ses économies et les envoie à Irving afin qu'il puisse se faire soigner.

## Guerre de Sécession

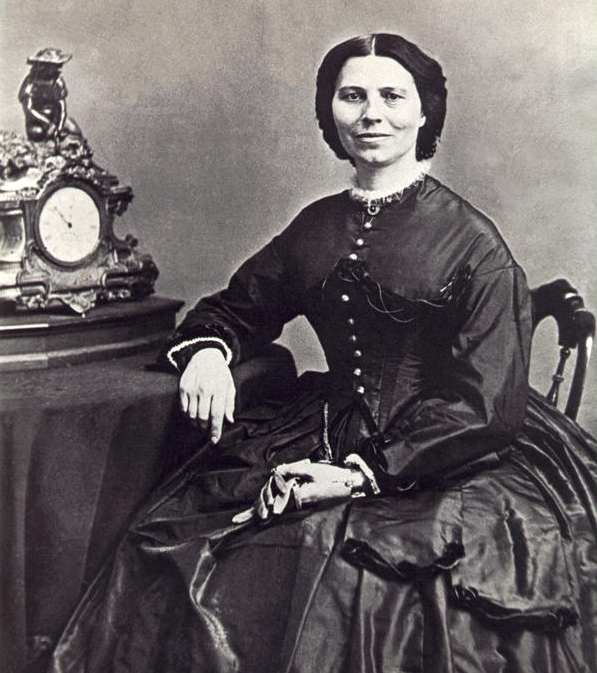
Clara Barton vers 1866.

Lorsque débute la guerre de Sécession, Clara Barton quitte son poste à Washington. Elle se porte, comme beaucoup d'autres femmes de l'époque, volontaire pour soigner les soldats blessés. Très vite, elle se rend compte que l'armée est mal préparée dans le domaine médical. Après la première bataille de Bull Run en avril 1861, elle décide de fonder une société pour l'acquisition et la distribution de matériel médical destiné aux soldats blessés. Il lui faut plus d'un an de lutte avec les bureaucrates pour y parvenir. Son expérience de Washington lui a sans doute été d'un grand secours. En juillet 1862, elle obtient enfin l'autorisation souhaitée, qui lui permet d'apporter son aide sur certains des plus terribles champs de bataille de la guerre civile, comme le siège de Petersburg ou celui de Richmond. L'origine nordiste ou sudiste des soldats blessés lui importe peu, elle soigne aussi bien les combattants sans distinction. Sans connaître l'expérience d'Henry Dunant lors de la bataille de Solférino en Italie en 1859, son action est guidée par les mêmes principes, qui conduiront en 1863 à la création du « Comité international de secours aux militaires blessés », renommé en 1876 ''Comité international de la Croix-Rouge'' (CICR). En 1864, elle est officiellement nommée lady in charge (« Dame en charge ») des hôpitaux du front de l'Army of the James par le général Benjamin Butler. Son fort engagement de trois ans sur le front lui vaut les surnoms élogieux d'« ange du champ de bataille » et de « Florence Nightingale américaine ».
En 1865, Le président Abraham Lincoln la charge de la recherche des hommes de l'Armée de l'Union disparus au combat. Elle parviendra à retracer le destin de plus de 30 000 soldats. À la fin de la guerre, elle est envoyée à Andersonville, en Géorgie, pour y identifier et y nommer les tombes des soldats de l'Union morts au Camp Sumter. Son travail à Andersonville est décrit dans l'ouvrage, Numbering All the Bones (« Compter tous les ossements ») d'Ann Rinaldi. Cette expérience l'entraîne dans une campagne nationale pour l'identification des soldats disparus pendant la Guerre civile. Elle publiera des listes de noms dans les journaux et entretiendra une correspondance avec les familles des disparus.
Clara Barton obtient alors une reconnaissance nationale en donnant des conférences sur ses expériences de guerre dans tout le pays. Elle rencontre Susan Anthony et entame une longue collaboration avec le mouvement pour le suffrage féminin. Elle fait également la connaissance de Frederick Douglass et devient une militante pour les droits civiques des Noirs.

## Voyage en Europe

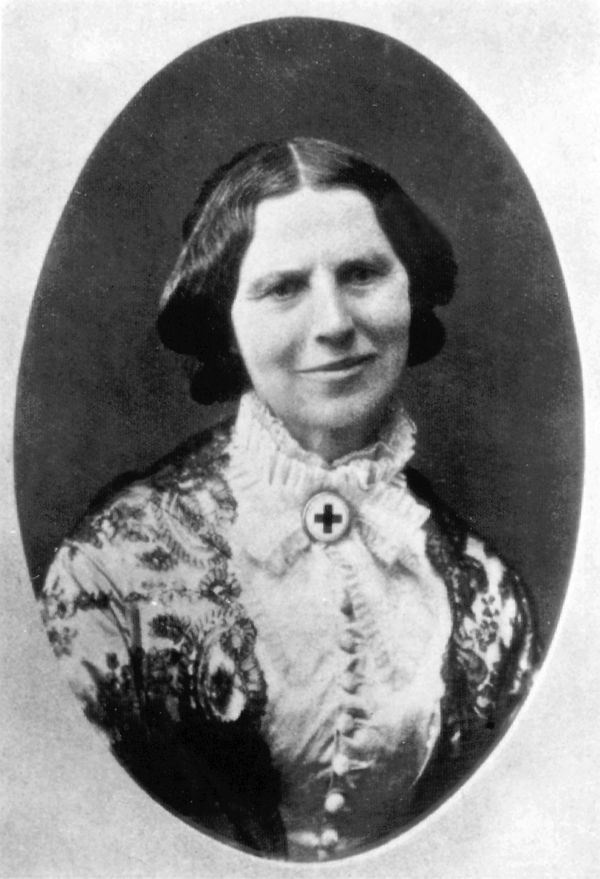
Clara Barton en 1878, arborant le badge officiel de la Croix-Rouge allemande reçu lors de son service pendant la guerre franco-prussienne de 1870.

En août 1869, épuisée, elle part avec sa sœur pour un voyage de repos en Europe. Lors de leur séjour en Suisse, elle rencontre entre autres, Louis Appia, un membre fondateur du Comité international de secours aux militaires blessés (futur CICR). Elle entend parler d'Henry Dunant et de son idée d'une organisation internationale humanitaire pour les blessés de guerre dans l'esprit de la Convention de Genève de 1864.
Lors de son séjour en Europe, éclate en 1870 la guerre franco-allemande. À Strasbourg, elle prend soin de la population civile, à Paris, elle crée des ateliers pour femmes afin de leur assurer des moyens de subsistance. Pour son engagement, elle reçoit de l'empereur allemand Guillaume Ier la Croix de fer à ruban blanc (récompense civile).

## La Croix-Rouge américaine

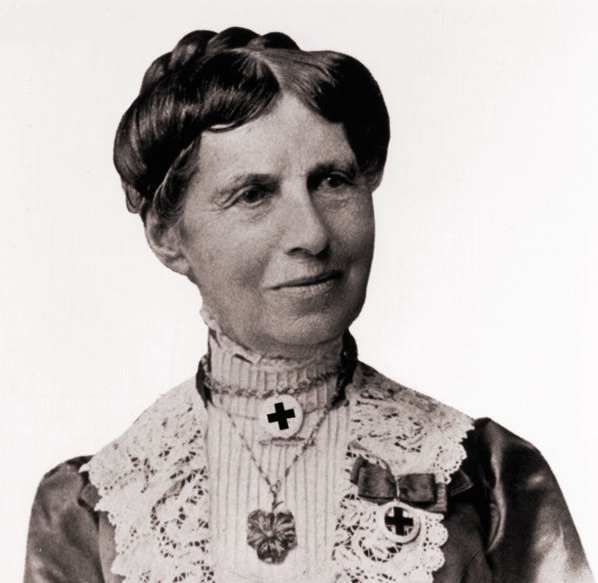
Clara Barton vers 1902.

En 1873, elle rentre aux États-Unis où elle s'efforce d'obtenir l'adhésion de son pays à la Convention de Genève et la mise en place d'une organisation de la Croix-Rouge aux États-Unis. Quand elle commence en 1873 à mettre en place la Croix-Rouge américaine, personne aux États-Unis ne croit que le pays puisse connaître une nouvelle expérience comparable à la guerre civile. Elle parvient cependant à convaincre le gouvernement du président James Garfield que la Croix-Rouge peut être d'une grande utilité pour d'autres types de crises ou de catastrophes.
Au cours de l'année 1878, elle rédige et publie, sous le titre « La Croix rouge et la Convention de Genève : Ce que c'est » (The Red Cross of the Geneva Convention. What It Is), à l'attention de tous les citoyens des États-Unis mais en particulier à destination des sénateurs et députés au Congrès, dans lequel elle décrit les origines et les objectifs de l'idée de la Croix-Rouge et du contenu de la Convention de Genève. Trois ans plus tard, le 21 mai 1881, la Croix-Rouge américaine est officiellement fondée. Grâce à un don généreux de John D. Rockefeller, son quartier général se construit, à Washington, à proximité de la Maison-Blanche. Clara Barton devient en raison de son expérience et de don implication, la première présidente de l'organisation. Un an plus tard, ses efforts pour la ratification de la convention de Genève par les États-Unis sont couronnés de succès. En 1884, elle représente les États-Unis lors de la conférence internationale de la Croix-Rouge et de la Conférence internationale de la paix à Genève. À sa demande, il y est ajouté un amendement, précisant que la Croix-Rouge doit, outre les victimes de guerre, apporter son aide aux victimes de catastrophes en temps de paix.
Clara Barton n'apprécie guère les tâches de gestion dévolues à la présidence. Elle est une femme d'action et préfère se rendre sur le lieu des catastrophes et des guerres pour y venir en aide aux victimes. Ainsi se rend-elle sur place lors d'inondations, de tornades, d'épidémies de fièvre jaune ou de typhus aux États-Unis, lors d'une famine en Russie pendant la guerre arméno-turque, lors de la guerre à Cuba, la guerre russo-japonaise et d'autres endroits dans le monde. En tant que présidente de l'un des premiers mouvements d'aide humanitaire, elle met en place des programmes. Ainsi, lors de catastrophes naturelles, on fournit aux victimes, grâce aux dons, non seulement des vivres, mais aussi des semences et des outils afin qu'ils puissent retrouver le plus rapidement possible leur autonomie. Cette « assistance à l'autonomie » fait aujourd'hui partie intégrante des programmes d'aide internationaux du mouvement de la Croix-Rouge et du Croissant-Rouge.

## Dernières années

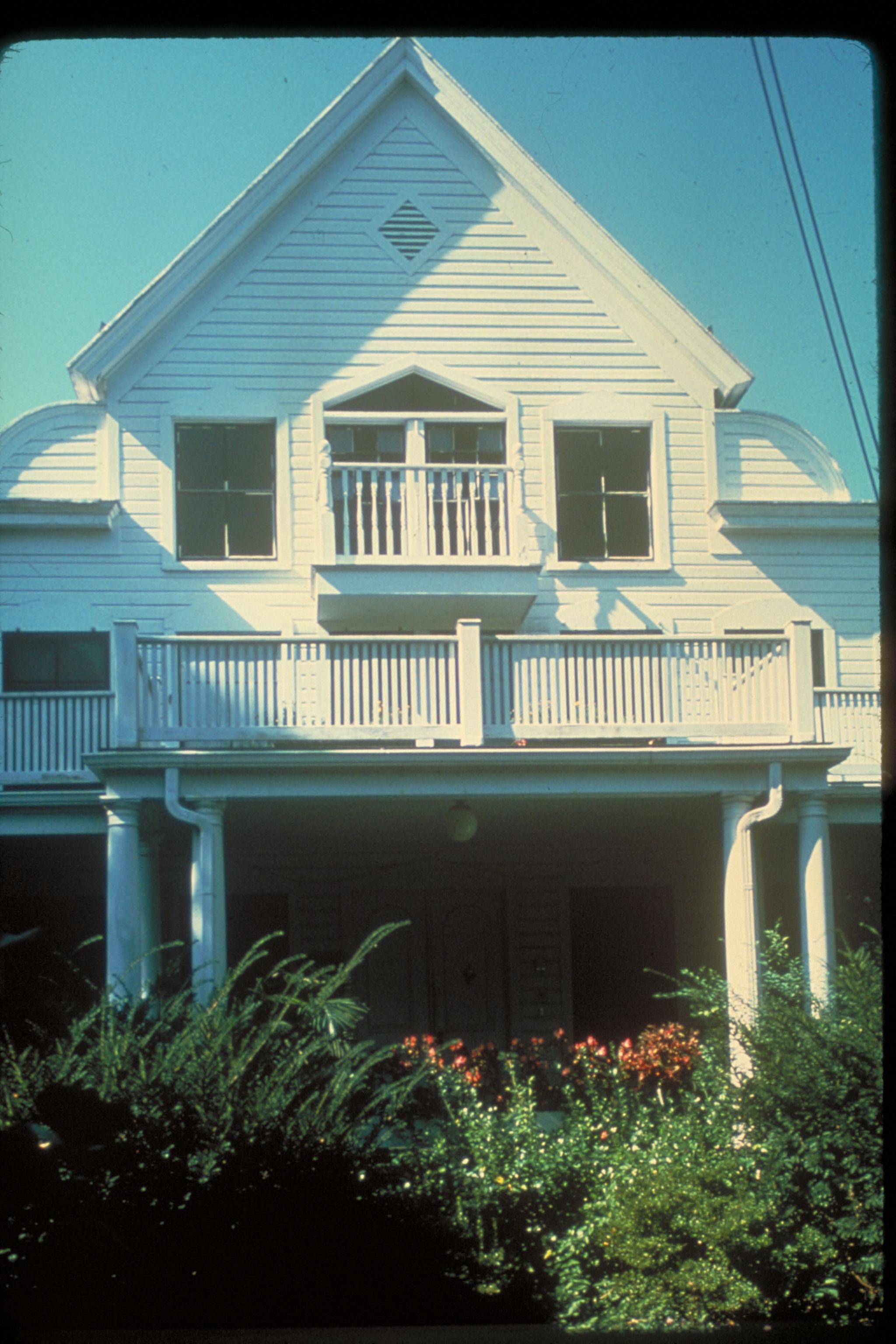
La maison de Clara Barton à Glen Echo, aujourd'hui « Clara Barton National Historic Site ».

Après 20 années de présidence de la Croix-Rouge américaine, Clara Barton met fin à ses fonctions en raison de luttes de pouvoir internes. À 86 ans, toujours active, elle fonde la première société nationale d'aide sociale. Elle vit les dernières années de sa vie à Glen Echo dans le Maryland. Sa santé décline et elle souffre de dépression. En 1912, elle meurt à l'âge de 90 ans d'une pneumonie. Elle repose dans le caveau familial situé à un kilomètre de sa maison natale.

## Hommages posthumes

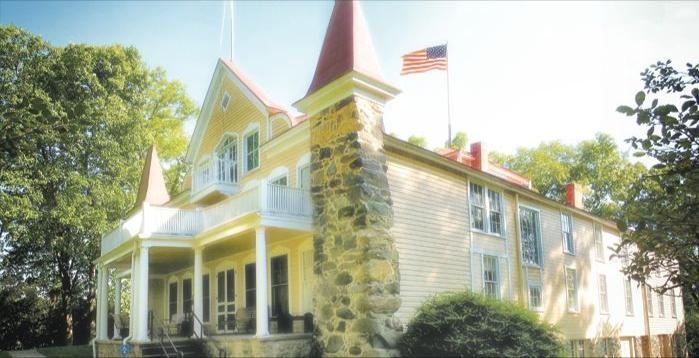
Clara Barton National Historic Site, Glen Echo, Maryland.

À trois kilomètres de Washington, dans le village de Glen Echo où elle a passé les quinze dernières années de sa vie, est fondé en 1974 le Clara Barton National Historic Site, un mémorial placé sous la sauvegarde du National Park Service qui célèbre sa vie et son œuvre. La grande maison de 15 pièces peut être visitée, et l'on peut y voir en plus de son logement, le premier magasin et entrepôt de marchandises de la Croix-Rouge américaine.
Clara Barton fait partie du National Women's Hall of Fame.

### Toponymes et bâtiments honorant sa mémoire
- Comté de Barton au Kansas
- Clara Barton School à Bordentown dans le New Jersey
- Barton Hall à la Iowa State University
- Clara Barton Primary school à Oxford dans le Massachusetts
- Clara Barton High School à Brooklyn
- Barton, un cratère sur Vénus

## Publications
- The Red Cross of the Geneva Convention : what it is, Washington, D.C. : Rufus H. Darby, 1878. (OCLC 16711679)
- The red cross in peace and war. New York: Appleton, Century, Crofts, 1896. (OCLC 144697954)
- Clara Barton for Woman Suffrage. Boston, Woman's Journal, 1898. (OCLC 15554974)
- A story of the Red cross; glimpses of field work, New York, D. Appleton and Co., 1904. (OCLC 5807882)
- The story of my childhood, by Clara Barton. New York, Baker & Taylor, 1907. (OCLC 1834220)

## Sources
- Willis John Abbot, Women of history : the lives of women … Philadelphia, Pa. : J.C. Winston, 1913. (OCLC 6743656)
- William E. Barton, The Life of Clara Barton Founder of the American Red Cross New York: AMS Press, (1969) (OCLC 14940)
- Jade Curtis, Clara Barton National Historic Site, National Park Service, 2005.
- Ruth Tenzer Feldman, James Garfield, Minneapolis : Lerner Publications, 2005.  (ISBN 9780822513988)
- John F. Hutchinson, Champions of Charity: War and the Rise of the Red Cross Boulder: Westview Press, Inc., (1996)  (ISBN 9780813325262)
- James Avery Joyce, Red Cross International and the Strategy of Peace New York: Oceana Publications, Inc., (1959) (OCLC 263367)
- Frank Northen Magill, Great lives from history. American women series, Pasadena, Calif. : Salem Press, 1995.  (ISBN 9780893568924)
- Elizabeth Brown Pryor, Clara Barton: Professional Angel Philadelphia: University of Pennsylvania Press, (1987)  (ISBN 9780812280609)
- Ann Rinaldi, Numbering All the Bones (« Compter tous les ossements ») Hyperion reprint 170 pp 2005  (ISBN 9780786813780)
- Norman K Risjord, Representative Americans : the Civil War generation, Lanham : Rowman & Littlefield, 2002.  (ISBN 9780742521681)
- Ishbel Ross, Angel of the Battlefield: The Life of Clara Barton New York: Harper and Brothers Publishers, (1956) (OCLC 420062)
- Barbara A Somervill, Clara Barton : founder of the American Red Cross, Minneapolis, MN : Compass Point Books, 2007.  (ISBN 9780756518882)
- Burton Egbert Stevenson, American men of mind. Garden City, N.Y., Doubleday, (1913). (OCLC 1661931)